# Meliboeus insularis
Meliboeus insularis es una especie de escarabajo del género Meliboeus, familia Buprestidae. Fue descrita científicamente por Fisher en 1930.